# ماهی‌خورک نیم‌طوق‌دار
 ماهی‌خورک نیم‌طوق‌دار (نام علمی: Alcedo semitorquata) نام یک گونه از تیره ماهی‌خورک‌های رودخانه‌ای است.